# Maria's Lovers
Maria's Lovers è un film del 1984 diretto da Andrej Končalovskij, con Nastassja Kinski e John Savage.

## Trama
Primavera 1946, Ivan Bibic, un soldato americano, ritorna a casa psicologicamente segnato dopo aver trascorso qualche tempo in un campo di prigionia giapponese durante la seconda guerra mondiale.  Una volta tornato nella sua piccola cittadina di Brownsville in Pennsylvania, Ivan vi si stabilisce, cercando di mettere la sua vita di nuovo insieme mentre vive con suo padre, stoico contadino. Poco dopo il suo arrivo, Ivan cerca il suo amore d'infanzia, Maria, una bella donna che si prende cura della sua vecchia nonna sorda.  Tuttavia, egli è deluso di trovare Maria tra le braccia di Al, un capitano dell'esercito. Il padre di Ivan pensa che Maria sia troppo bella per il figlio.  Egli fa incontrare il figlio con la signora Wynic, una vicina di casa. Ivan ha un rapporto sessuale con lei, ma è tormentato dai traumi della guerra. Alla signora Wynic confida che, durante la prigionia, solo i suoi sogni su Maria gli avevano permesso di sopravvivere.
Ivan è considerato un eroe dalla sua comunità, formata da immigrati provenienti dalla Jugoslavia, che organizza una festa di benvenuto.  Durante le celebrazioni, quando Al va a ballare con Rosie, una delle amiche di Maria, Ivan afferra l'opportunità di avvicinarsi a lei. Insieme lasciano la festa in moto, dirigendosi verso il posto prediletto della loro gioventù. Lui le dà un paio di orecchini che aveva sepolto lì per lei, prima di partire per la guerra. La mattina dopo, Al è furioso e rompe il suo fidanzamento con Maria. L'obiettivo di Ivan si realizza: egli si sposa con Maria in una cerimonia ortodossa, ma il sogno di una felicità condivisa con la donna amata si infrange presto. Dopo aver adorato Maria così a lungo da lontano, ora che sono insieme, Ivan non è in grado di consumare il matrimonio, disturbando la loro felicità.
Maria lavora come infermiera in un reparto di neonatologia e vorrebbe avere dei figli. Profondamente innamorata di Ivan, Maria ha a che fare con la sua crescente frustrazione sessuale. Su consiglio di Clarence, un cantante vagabondo di passaggio in città, Ivan rinsalda il suo senso di virilità con la signora Wynic, con la quale non è impotente. Maria però scopre l'infedeltà di Ivan, e ne deriva un litigio terribile tra di loro. Al invita la coppia per la sua festa di fidanzamento con Rosie, l'amica di Maria.  Nel mezzo di questo incontro, Al rompe il suo fidanzamento con Rosie, rendendosi conto di essere ancora innamorato di Maria.  Al e Ivan hanno un confronto. Ivan si offre di lasciare ad Al Maria, ma per dimostrare il suo amore per Maria, mette la mano su una stufa a legna riportando gravi ustioni. Maria, molto innamorata di Ivan, dice ad Al di non amarlo.
Intanto la mano di Ivan guarisce, ma l'infelicità tra di loro aumenta ulteriormente. Lei è perseguitata da Clarence che cerca di sedurla, ma rimane fedele a Ivan e riesce a resistere alle avances di Clarence. Un giorno, inaspettatamente, Ivan sale su un treno merci di passaggio e lascia la città. Trasferitosi in una nuova città, inizia a lavorare in un macello e a fare nuove amicizie.  Abbandonata da Ivan, Maria soccombe infine alle richieste di Clarence, ma subito dopo il rapporto lo respinge con veemenza cacciandolo via. Rimasta incinta, cerca Ivan e gli dice della sua gravidanza e della morte di sua nonna, ma Ivan è ora crudelmente indifferente verso di lei. 
Mentre è fuori con i suoi amici una notte, Ivan incontra in un bar Clarence. Clarence non si ricorda di lui e racconta la storia di come ha sedotto Maria, e come lei lo ha poi cacciato di casa, rifiutando di avere a che fare con lui. Furioso, Ivan colpisce un Clarence ancora incredulo. 
In seguito Ivan, ancora tormentato dagli incubi delle sue esperienze di guerra, riceve la visita di suo padre, che dice a Ivan che sta morendo e che deve tornare da Maria. Ivan torna a casa, ammettendo a Maria che ama il suo bambino. Ora che l'immagine casta di Maria è scomparsa, lei e Ivan sono in grado di fare l'amore per la prima volta.